# Sok
Sok (rusky Сок) je řeka v Orenburské a v Samarské oblasti v Rusku. Je 364 km dlouhá. Povodí má rozlohu 11 700 km².

## Průběh toku
Pramení na Bugulmsko-belebejské vrchovině. Největším přítokem je Kondurča zprava. Ústí zleva do Volhy.

## Vodní stav
Zdrojem vody jsou především sněhové srážky. Průměrný roční průtok vody ve vzdálenosti 174 km od ústí činí 16,1 m³/s. Zamrzá na konci října až na začátku prosince a rozmrzá v dubnu. Nejvyšších vodních stavů dosahuje v dubnu a na začátku května.

## Využití
Na dolním toku je možná vodní doprava.